# Midia di Scepsi
Midia di Scepsi (... – IV secolo a.C.), genero di Mania di Dardano, fu un usurpatore della satrapia dell'Eolide nel 397 a.C., sotto Farnabazo.
Preso il potere uccidendo la suocera Mania di Dardano che allora governava nell'Eolide per conto di Farnabazo, Midia incorse prima nei tentativi di vendetta del satrapo persiano, profondamente legato a Mania, poi fu sconfitto da Dercilida, re spartano, che occupò le città su cui aveva ottenuto il potere e lo ridusse ad accettare un accordo per cui dovette rinunciare a tutte le ricchezze della suocera e a tornare nella sua città natale Scepsi, anch'essa presa da Dercilida durante la guerra in Asia Minore di Sparta.
L'episodio è ricordato da Senofonte nel terzo libro delle Elleniche.